# 린다 올손

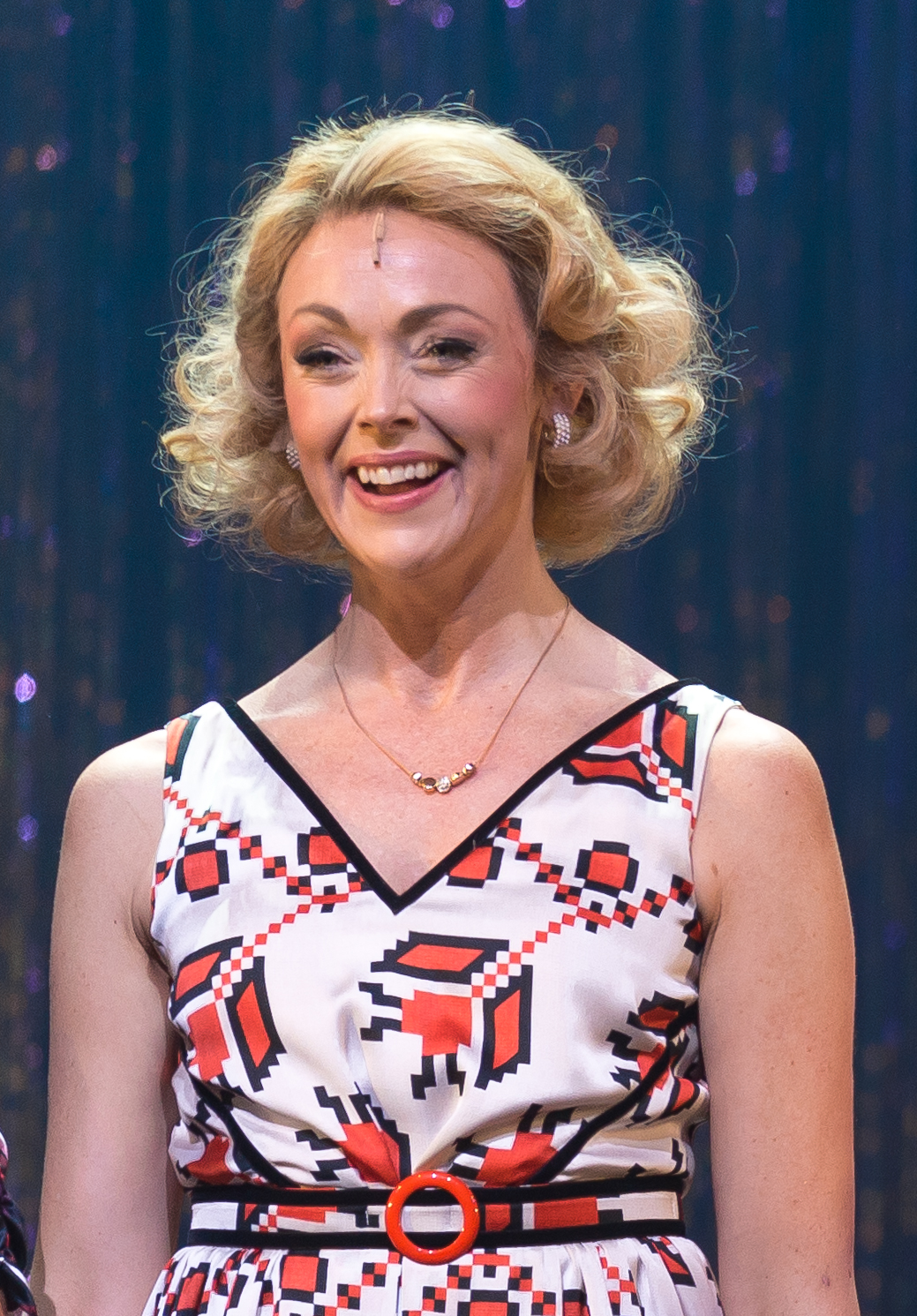
린다 올손

린다 올손(Linda Olsson, 1979년 8월 8일 ~ )은 스웨덴의 뮤지컬 아티스트, 댄서, 배우이다.